# Andorra all'Eurovision Song Contest
Andorra ha debuttato all'Eurovision Song Contest nel 2004 e ha partecipato alla manifestazione ininterrottamente per sei volte fino al ritiro nel 2010. Il suo risultato migliore è un 12º posto in semifinale, ottenuto nel 2007 dagli Anonymous con Salvem el món.
È l'unica nazione che non si è mai qualificata per la finale, e ha scelto il suo rappresentante tramite selezione tra il 2004 e il 2005 e nel 2009, optando per la selezione interna tra il 2006 e il 2008; in tali scelte è sempre stata usata, anche parzialmente, la lingua catalana.

## Storia

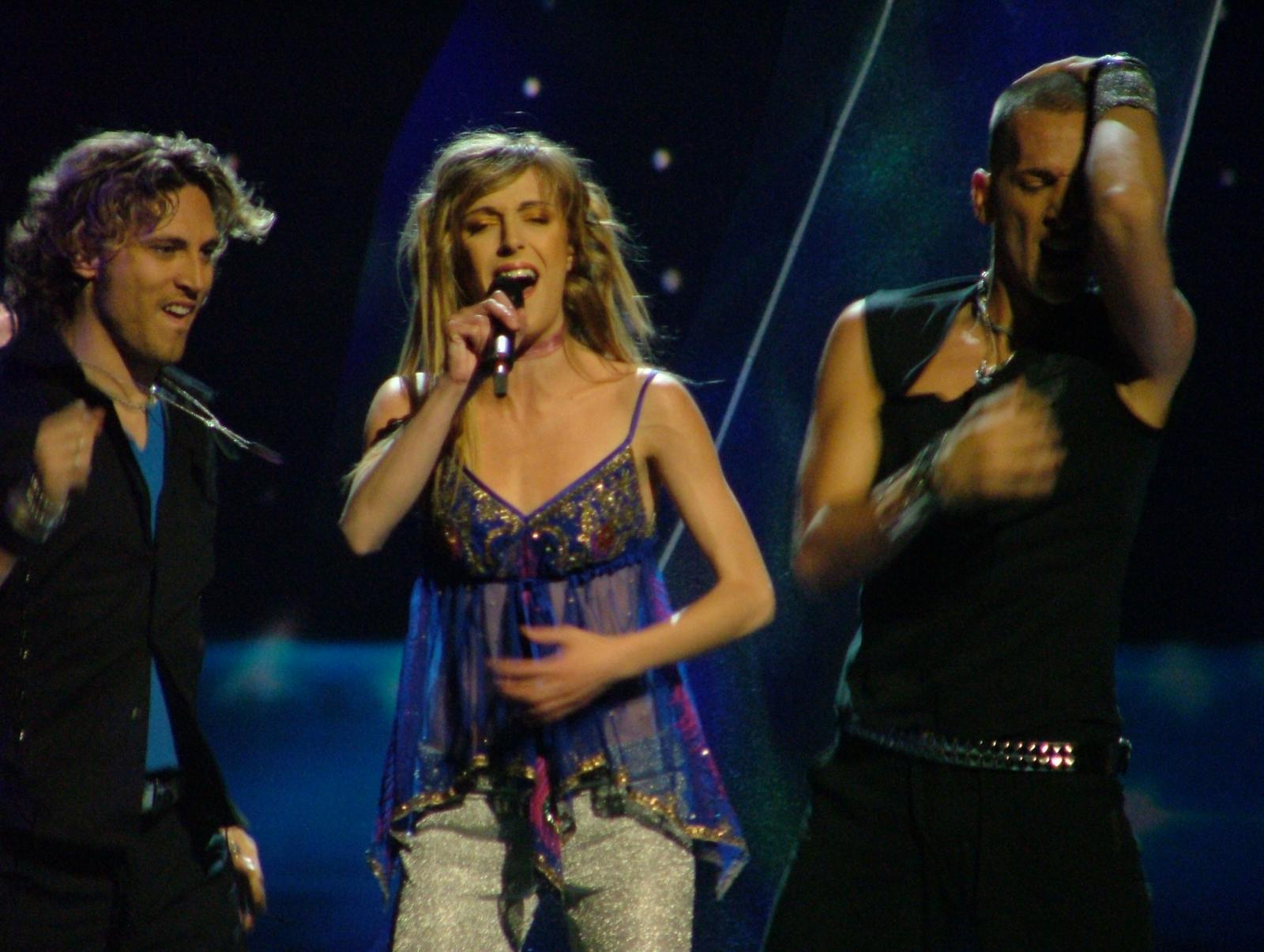
Marta Roure, prima rappresentante del Principato, all'Eurovision Song Contest 2004

L'emittente radiotelevisiva pubblica andorrana Ràdio i Televisió d'Andorra (RTVA) entrò a far parte dell'Unione europea di radiodiffusione (UER) nel 2002, iniziando a trasmettere con il commento l'Eurovision Song Contest nel 2003. Precedentemente il festival era visibile nel paese solo dai canali spagnoli La 1 e La 2 (TVE) e francesi TF1, France 2 e France 3 (France Télévisions).
La nazione debuttò all'Eurovision Song Contest 2004 di Istanbul istituendo, con la collaborazione dell'emittente televisiva catalana TV3, una finale nazionale chiamata 12 Punts. La prima rappresentante del Principato fu la cantante Marta Roure, che con Jugarem a estimar-nos non riuscì a qualificarsi per la finale.
Nonostante lo scarso risultato il programma godeva di un discreto successo nel paese e l'emittente quindi scelse di partecipare anche all'edizione successiva, selezionando, con il medesimo format, la cantante olandese Marian van de Wal. Anche lei non riuscì a qualificarsi per la finale, chiudendo, con la sua La mirada interior, al 23º posto nella semifinale dell'evento.

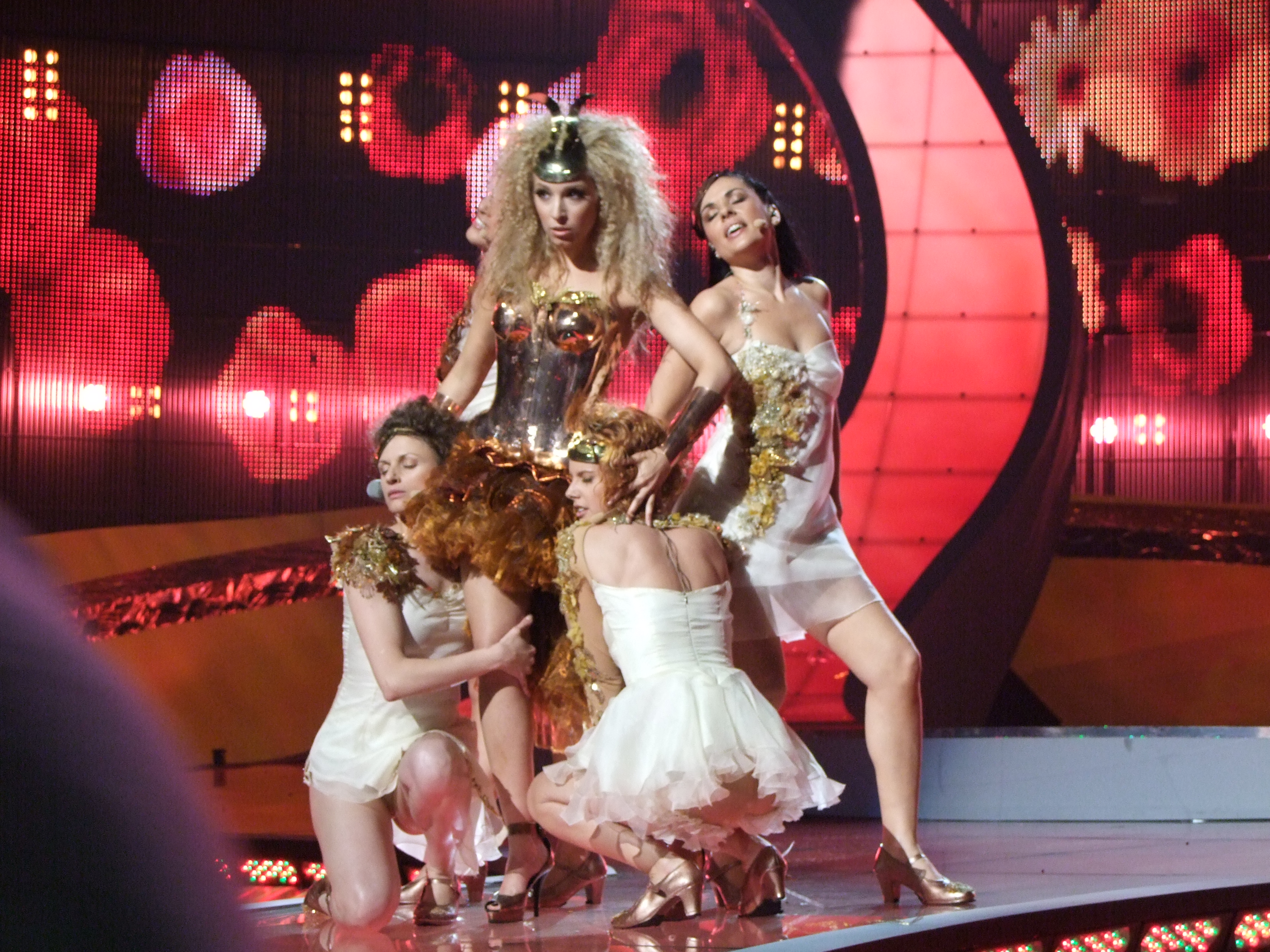
Gisela durante l'Eurovision Song Contest 2008

Visti gli insuccessi l'emittente decise di passare alla selezione interna, mandando all'Eurovision Song Contest 2006 la ventiduenne asturiana Jennifer Serrano che con Sense tu portò a casa l'ultimo posto nella semifinale dell'evento. Per i due anni successivi continuò la selezione interna e i due partecipanti, gli Anonymous e la cantante spagnola Gisela, continuarono a non qualificarsi per la finale, pur sfiorandola nel 2007.
Nel settembre 2008, con l'annuncio della partecipazione all'Eurovision Song Contest 2009, fu annunciata l'organizzazione di una finale nazionale che selezionò la danese Susanne Georgi con La teva decisió (Get a Life), che non riuscì comunque a qualificarsi per la finale.
A causa di un taglio dei fondi da parte del governo andorrano l'emittente, dopo un'iniziale applicazione per la partecipazione all'edizione del 2010, decise di ritirarsi dalla competizione. Nel corso dell'anno successivo fu anche nell'aria l'abbandono da parte di RTVA dell'UER ma nel 2012 questa eventualità fu scongiurata.
Nel 2019 il governo andorrano annunciò che il paese aveva intenzione di tornare nella competizione e che avrebbe provveduto a trovare ed assegnare dei fondi per permettere all'emittente di sostenere i costi, ma l'ipotesi è saltata.
Nel 2021 invece, Susanne Georgi aveva trovato degli sponsor pronti a sostenere un eventuale ritorno nel 2022.

## Partecipazioni
- Primo posto
- Secondo posto
- Terzo posto
- Ultimo posto

| Anno                                    | Artista           | Brano                        | Lingua            | Posizione       | Posizione       | Posizione | Posizione |
| Anno                                    | Artista           | Brano                        | Lingua            | Finale          | Punti           | Semi      | Punti     |
| --------------------------------------- | ----------------- | ---------------------------- | ----------------- | --------------- | --------------- | --------- | --------- |
| 2004                                    | Marta Roure       | Jugarem a estimar-nos        | Catalano          | Non qualificata | Non qualificata | 18º       | 12        |
| 2005                                    | Marian van de Wal | La mirada interior           | Catalano          | Non qualificata | Non qualificata | 23º       | 27        |
| 2006                                    | Jenny             | Sense tu                     | Catalano          | Non qualificata | Non qualificata | 23º       | 8         |
| 2007                                    | Anonymous         | Salvem el món                | Catalano, inglese | Non qualificata | Non qualificata | 12º       | 80        |
| 2008                                    | Gisela            | Casanova                     | Inglese, catalano | Non qualificata | Non qualificata | 16º       | 22        |
| 2009                                    | Susanne Georgi    | La teva decisió (Get a Life) | Catalano, inglese | Non qualificata | Non qualificata | 15º       | 8         |
| Nessuna partecipazione dal 2010 al 2026 |                   |                              |                   |                 |                 |           |           |

1. ↑  Nel 2006 la nazione si classificò all'ultimo posto, anche se nella tabella dell'UER appaiono 24 paesi; questo perché la Serbia e Montenegro, che avrebbe dovuto prendere parte alla semifinale, si ritirò poco prima dalla manifestazione, apparendo quindi al fantomatico 24º posto pur mantenendo il diritto di voto.

## Statistiche di voto
Fino al 2009, le statistiche di voto dell'Andorra sono:
| # | Stato     | Punti |
| - | --------- | ----- |
| 1 | Spagna    | 60    |
| 2 | Ucraina   | 33    |
| 3 | Francia   | 26    |
| 4 | Finlandia | 21    |
| 4 | Grecia    | 21    |

| # | Stato      | Punti |
| - | ---------- | ----- |
| 1 | Portogallo | 64    |
| 2 | Spagna     | 60    |
| 3 | Finlandia  | 49    |
| 3 | Ucraina    | 49    |
| 5 | Israele    | 45    |

| # | Stato           | Punti |
| - | --------------- | ----- |
| 1 | Spagna          | 54    |
| 2 | Portogallo      | 10    |
| 3 | Estonia         | 8     |
| 4 | Paesi Bassi     | 7     |
| 4 | Polonia         | 7     |
| 4 | Repubblica Ceca | 7     |

## Altri premi ricevuti

### Barbara Dex Award
Il Barbara Dex Award è un riconoscimento non ufficiale con il quale viene premiato l'artista peggio vestito all'Eurovision Song Contest. Prende il nome dall'omonima artista belga che nell'edizione del 1993 si è presentata con un abito che lei stessa aveva confezionato e che aveva attirato l'attenzione negativa dei commentatori e del pubblico.
| Anno | Categoria         | Artista | Canzone  | Compositore            |
| ---- | ----------------- | ------- | -------- | ---------------------- |
| 2008 | Barbara Dex Award | Gisela  | Casanova | Bam, Dominic McDonough |

## Trasmissione dell'evento
| Anno | Commentatori                   | Commentatori                   | Trasmissione         | Trasmissione         | Portavoce            |
| Anno | Semifinali                     | Finale                         | Semifinali           | Finale               | Portavoce            |
| ---- | ------------------------------ | ------------------------------ | -------------------- | -------------------- | -------------------- |
| 2003 | Albert Roig Meri Picart        | Albert Roig Meri Picart        | RTVA                 | RTVA                 | Non partecipante     |
| 2004 | Meri Picart Josep Lluís Trabal | Meri Picart Josep Lluís Trabal | RTVA                 | RTVA                 | Pati Molné           |
| 2005 | Meri Picart Josep Lluís Trabal | Meri Picart Josep Lluís Trabal | RTVA                 | RTVA                 | Ruth Gumbau          |
| 2006 | Meri Picart Josep Lluís Trabal | Meri Picart Josep Lluís Trabal | RTVA                 | RTVA                 | Xavi Palma           |
| 2007 | Meri Picart Josep Lluís Trabal | Meri Picart Josep Lluís Trabal | RTVA                 | RTVA                 | Marian van de Wal    |
| 2008 | Meri Picart Josep Lluís Trabal | Meri Picart Josep Lluís Trabal | RTVA                 | RTVA                 | Alfred Llahí         |
| 2009 | Meri Picart                    | Meri Picart                    | RTVA                 | RTVA                 | Brigits García       |
| 2010 | Nessuna trasmissione           | Nessuna trasmissione           | Nessuna trasmissione | Nessuna trasmissione | Nessuna trasmissione |
| 2011 | Nessuna trasmissione           | Nessuna trasmissione           | Nessuna trasmissione | Nessuna trasmissione | Nessuna trasmissione |
| 2012 | Nessuna trasmissione           | Nessuna trasmissione           | Nessuna trasmissione | Nessuna trasmissione | Nessuna trasmissione |
| 2013 | Nessuna trasmissione           | Nessuna trasmissione           | Nessuna trasmissione | Nessuna trasmissione | Nessuna trasmissione |
| 2014 | Nessuna trasmissione           | Nessuna trasmissione           | Nessuna trasmissione | Nessuna trasmissione | Nessuna trasmissione |
| 2015 | Nessuna trasmissione           | Nessuna trasmissione           | Nessuna trasmissione | Nessuna trasmissione | Nessuna trasmissione |
| 2016 | Nessuna trasmissione           | Nessuna trasmissione           | Nessuna trasmissione | Nessuna trasmissione | Nessuna trasmissione |
| 2017 | Nessuna trasmissione           | Nessuna trasmissione           | Nessuna trasmissione | Nessuna trasmissione | Nessuna trasmissione |
| 2018 | Nessuna trasmissione           | Nessuna trasmissione           | Nessuna trasmissione | Nessuna trasmissione | Nessuna trasmissione |
| 2019 | Nessuna trasmissione           | Nessuna trasmissione           | Nessuna trasmissione | Nessuna trasmissione | Nessuna trasmissione |
| 2020 | Nessuna trasmissione           | Nessuna trasmissione           | Nessuna trasmissione | Nessuna trasmissione | Nessuna trasmissione |
| 2021 | Nessuna trasmissione           | Nessuna trasmissione           | Nessuna trasmissione | Nessuna trasmissione | Nessuna trasmissione |
| 2022 | Nessuna trasmissione           | Nessuna trasmissione           | Nessuna trasmissione | Nessuna trasmissione | Nessuna trasmissione |
| 2023 | Nessuna trasmissione           | Nessuna trasmissione           | Nessuna trasmissione | Nessuna trasmissione | Nessuna trasmissione |
| 2024 | Nessuna trasmissione           | Nessuna trasmissione           | Nessuna trasmissione | Nessuna trasmissione | Nessuna trasmissione |
| 2025 | Nessuna trasmissione           | Nessuna trasmissione           | Nessuna trasmissione | Nessuna trasmissione | Nessuna trasmissione |